# GLO
För andra betydelser, se Glo.
GLO (Göteborgs Ligist Organisation) är ett svenskt punkband från Åsa, fem mil söder om Göteborg. De spelade på Sprängkullsfestivalen under hösten 1978, endast femton år gamla. De är mest kända för sin debutsingel "Discoäckel". Medlemmar har varit Lob (Göteborg Sound, Troublemakers, Rukorna), Peter Davidsson (Blå Sol) och Freddie Wadling, bland andra. "Nerv" och "Du e du" är några av deras andra mer kända låtar. 
Bandet splittrades 1982 men återförenades under 2018 och genomförde ett antal spelningar. Under 2019 gavs de två första singlarna ut på nytt, och bandet gjorde studioinspelningar av nytt material. Under våren 2020 släpptes 4-spårs EP:n "SuperGlo" med helt nytt material. Sedan första återföreningsgiget 1985 är Martin Fabian (tidigare Attentat, Rukorna och Terminalpatienten) ordinarie medlem. Under EP-inspelningarna blev det ytterligare förstärkning med Gerth Svensson (bland annat Straitjacket, Liket Lever och Cortex), Dieter Koch (Svenson, Iron St., Dieter Schöön) och Darko Svarander (Uran GBG och Iron St.).

## Medlemmar
- Mikael Ramstedt - sång
- Patrik "Malkolm Nät" Magnusson - gitarr och sång
- Peter Larsson - bas
- Gerry Magnusson - trummor
- Peter Davidsson - synt, gitarr och sång
- Lob - gitarr och sång
- Martin Fabian - synt och sånt
- Dieter Koch - trummor
- Darko Svarander - bas och gitarr
- Timo Lundgren - trummor

## Diskografi
- 1979 - Discoäckel (EP)
- 1980 - Nerv (EP)
- 1981 - Ljusåret kommer (LP)
- 1986 - GBG Punk 77-80 (samlings-LP)
- 2003 - Svenska Punkklassiker (samlings-CD)
- 2020 - SuperGlo (EP)